# Памятник героям Первой мировой войны (Калининград)
Памятник героям Первой мировой войны — памятник, установленный в городе Калининграде в год столетия с момента начала Первой мировой войны, посвящённый памяти русских солдат и офицеров, павших в боях этой войны.
Расположен около Астрономического бастиона, на пересечении Гвардейского проспекта и Горной улицы.

## О памятнике
Идея установки памятника принадлежит Российскому военно-историческому обществу. Победителем конкурса на лучший вариант памятника стал народный художник Российской Федерации Салават Щербаков. Памятник был создан исключительно на народные пожертвования, сбор которых также был объявлен обществом. Местом установки был избран сквер у Астрономического бастиона города Калининграда, бывшего административного центра Восточной Пруссии, где за сто лет до того во время начального периода Первой мировой войны русская армия вела бои с германской армией. Памятник стал первым в череде подобных монументов, установленных Российским военно-историческим обществом в различных городах России в ознаменование столетия начала Первой мировой войны.
Торжественное открытие памятника состоялось 30 мая 2014 года. В церемонии открытия приняли участие председатель Российского военно-исторического общества, министр культуры Российской Федерации Владимир Мединский и Губернатор Калининградской области Николай Цуканов, представители калининградских общественных организаций.
Памятник представляет собой три бронзовые скульптуры на высоком постаменте, олицетворяющие собой представителей различных сословий, участвовавших в Первой мировой войне — дворянина-офицера, разночинца-прапорщика и крестьянина-солдата. По словам авторов монумента, это символизирует единение всех сословий в начале той войны.